# 黑色女王
〈黑色女王〉（英語：The Black Queen）是美國HBO奇幻劇情电视剧《龍族前傳》第一季的第十集亦是季終集。該集由萊恩·康達爾編劇，格雷格·亞坦內斯執導，並於2022年10月23日首播。該集於播出前兩天在網上遭到洩露，許多粉絲在非法種子網站上分享內容。
該集獲得絕大多數的正面評價，影評人稱讚其編劇、配樂、懸念、對下季的鋪排、風息堡的整體鏡頭和演員的演出（尤其是艾瑪·達西、伊旺·米切爾和馬特·史密斯）。

## 劇情

### 龍石島
路斯里斯·瓦列利昂王子（艾略特·格里豪特（Elliot Grihault） 飾）對自己可能會成為潮頭島伯爵感到憂慮，母親雷妮拉·坦格利安公主（艾瑪·達西 飾）出言安慰他。雷妮絲·坦格利安公主（夏娃·貝斯 飾）抵達龍石島，她向雷妮拉和戴蒙·坦格利安親王（馬特·史密斯 飾）通知韋賽里斯前國王的死訊和伊耿·坦格利安二世國王（湯姆·格林-卡尼 飾）的加冕典禮消息。震驚的雷妮拉開始早產；她拒絕助產士的幫助，隨後生下一個死胎。戴蒙認為韋賽里斯是被謀殺的，並在徵得雷妮拉同意的情況下準備開戰。伊利克·卡蓋爾爵士（埃利奧特·提特恩索 飾）抵達雷妮拉孩子的葬禮，他向雷妮拉奉上韋賽里斯的王冠並宣誓效忠於她。戴蒙為雷妮拉加冕——即位為雷妮拉·坦格利安一世女王——在場的所有人（除了雷妮絲）都屈膝效忠。
奧托·海塔爾爵士（萊斯·伊凡 飾）到來，他帶來伊耿的和平條款和亞莉森·海塔爾太后（奥利维亚·库克 飾）的紀念物。奧托爵士表示如果雷妮拉願意屈膝效忠伊耿，她和她的繼承人將獲得龍石島和潮頭島，以及在伊耿的宮廷中身居高位，而她的盟友亦將被赦免；雷妮拉阻止戴蒙殺死奧托爵士並拖延回答。雷妮拉私下向戴蒙表示考慮投降，因為她認為自己有責任團結王國對抗征服者伊耿的預知夢所預示的威脅。戴蒙生氣地掐住雷妮拉的喉嚨，並說造就君王的是巨龍而不是夢；她聽後回答說韋賽里斯從未告訴戴蒙有關預知夢的事。
科利斯·瓦列利昂伯爵（史提夫·陶森特 飾）已經從他在石階列島戰勝三女兒同盟期間所受的重傷中恢復過來。科利斯的妻子雷妮絲說服他宣誓效忠雷妮拉的“黑黨”；他其後提議封鎖君臨的航道。傑卡里斯·瓦列利昂王子（哈利·科利特 飾）自願為“黑黨”招攬支持者，雷妮拉考慮一番後同意派他和他的弟弟路斯里斯一起騎巨龍出使艾林家族、史塔克家族和拜拉席恩家族的領地。戴蒙則計劃徵募更多的馭龍者，並隨後喚醒完全成熟的巨龍維密索爾。

### 風息堡
傑卡里斯出發前往鷹巢城和臨冬城，而路斯里斯則前往風息堡與博洛斯·拜拉席恩公爵（羅傑·伊凡（Roger Evans） 飾）會面；路斯里斯抵達後發現伊蒙德·坦格利安王子（伊旺·米切爾 飾）已經在那裡了。路斯里斯將雷妮拉的信息傳遞給博洛斯，提醒博洛斯他的父親曾宣誓效忠於雷妮拉。博洛斯透露伊耿已經提議讓伊蒙德迎娶自己的一個女兒；當路斯里斯透露自己已經訂婚時，博洛斯馬上拒絕支持雷妮拉，因為她什麼利益也沒給自己。在路斯里斯打算離開之前，伊蒙德要求他留下一隻眼睛，以報自己多年前被他砍掉左眼之仇。當路斯里斯拒絕時，兩人拔劍準備決鬥，但博洛斯禁止在大廳裡有流血事件發生，並讓路斯里斯趕快騎著巨龍阿拉克斯離開。

### 破船灣
伊蒙德騎著他的巨龍瓦格哈爾在暴風雨中追趕路斯里斯。阿拉克斯不服從馭龍者的命令對瓦哈加爾噴火，導致瓦哈加爾亦不服從命令一口吞噬路斯里斯和阿拉克斯，本只想恐嚇路斯里斯的伊蒙德則感到驚愕。當戴蒙告訴雷妮拉路斯里斯的死訊時，她極度震驚並非常憤怒。

## 製作

### 編劇

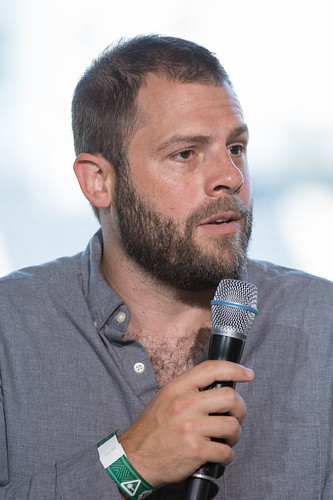
節目統籌萊恩·康達爾為季終集編劇。

“黑色女王”由節目統籌兼執行製作人萊恩·康達爾編劇，是他繼“龍的繼承者”、“浪蕩王子”和“繼伊耿之名”之後為《龍之家族》編劇的第四集。

### 拍攝
該集由格雷格·亞坦內斯執導，是他繼“浪蕩王子”和“繼伊耿之名”之後為該劇執導的第三集。

### 演員
路斯里斯·瓦列利昂王子（Prince Lucerys Velaryon）在該集中死亡，標誌著艾略特·格里豪特（Elliot Grihault）最後一次飾演該角色。

## 迴響

### 收視率
該集在播出後的美國總收視人數為185萬觀眾，並在美國18-49歲的成年人統計人口中獲得0.46的收視率。

### 評價

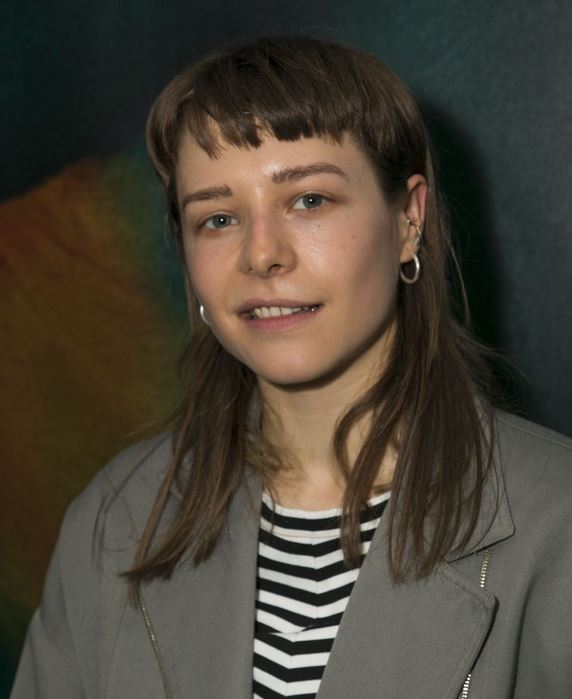
艾瑪·達西在該集的演出獲得一致好評。

該集獲得絕大多數的正面評價。根据評論匯總网站爛番茄汇总的29篇评论文章，90%的评论家给予该作正面评价，平均打分为8.50分（满分10分）。该网站总结的评论家共识是“在暴風雨中以壯觀而悲慘的龍之舞達到高潮，‘黑色女王’是《龍之家族》首季的視覺盛宴。”
《The Digital Fix》的湯姆·珀西瓦爾（Tom Percival）給該集滿分五顆星的評價，《Den of Geek》的亞歷克·博哈拉德（Alec Bojalad）和《Game Rant》的奧利弗·范德沃特（Oliver Vandervoort）給予四顆半星的評價（滿分五顆星），而《電訊報》的艾德·鮑爾（Ed Power）和《禿鷲博客》的希拉里·凱利（Hillary Kelly）則給予四顆星的評價（滿分五顆星）。珀西瓦爾說該集“為第一季完結時留下一個非常引人注目的懸念”，亦認為是該季的“完美結局”。鮑爾在評論中寫道：“《龍之家族》隨著季終集強勢奪冠……並毫不費力地接過《權力遊戲》的接力棒。隨著首季落下帷幕，其證實自己有潛力飆升至與《權力遊戲》當時一樣最好的水平。”《IGN》的海倫·奧哈拉給該集9/10分的“驚人”評價並寫道：“《龍之家族》的首季有時表現得很慢熱，但季終集的情感影響表明所有這些基礎的奠定已經建立了不少值得關心和投資的角色。該集還以該季最佳動作場面正式拉開血龍狂舞的序幕。”《福布斯》的埃里克·凱恩（Erik Kain）稱該集為“一部極好而有力的季終集”，並且“超出所有人的期望”。《Dexerto》的卡梅倫·弗魯（Cameron Frew）認為該集是“令人嘆為觀止的電視劇集”，並認為該劇是“2022年的最佳電視節目”。
影評人稱讚演員的演出，尤其是達西、米切爾和史密斯，其中達西的演出更被選為該集的亮點。《纽约时报》的傑里米·埃格納（Jeremy Egner）認為他們的演出“非常出色”，《TV Fanatic》的保羅·戴利（Paul Dailly）認為這是“系列歷史上最引人注目的演出之一”，而《漫画书资源网》的莉賽特·拉努扎·薩恩斯（Lissete Lanuza Sáenz）則稱其值得贏取艾美獎。
被許多影評人挑選出的特定場景包括雷妮拉加冕為女王；風息堡的整體鏡頭，尤其是伊蒙德在暴風雨中追趕路斯里斯；以及最後一幕。一些影評人稱讚伊蒙德與原著不同的角色改變（他在該集本不打算殺死路斯里斯），博哈拉德指出這一決定是使伊蒙德人性化的一種方式。此外，劇集獲得影評人好評的其他方面包括亞坦內斯的執導、賈瓦迪的配樂和對第二季的鋪排。

## 外部連結
- 互联网电影数据库上黑色女王的资料（英文）

- 《黑色女王》（页面存档备份，存于）在HBO
- 爛番茄上《黑色女王》的資料（英文）